# Deidre Brock
Deidre Leanne Brock, députée (née le 23 novembre 1961) est une personnalité politique née en Australie, du Parti national écossais (SNP). Elle est députée pour Edinburgh Nord et Leith de 2015 à 2024.

## Jeunesse
Brock est née en Australie-Occidentale et grandit à Perth. Elle étudie l'anglais à l'université Curtin et obtient un baccalauréat puis fait des études d'acteur à la Western Australian Academy of Performing Arts. En 1990, alors qu’elle travaille comme actrice, elle est apparue dans un épisode du feuilleton Home and Away. Elle s'installe en Écosse en 1996 pour vivre avec son partenaire, après l'avoir rencontré lors de sa visite au pays en vacances l'année précédente.

## Carrière politique
Brock travaille pour Rob Gibson au Parlement écossais avant d’être élue conseillère SNP au conseil de la ville d’Édimbourg pour le quartier de Leith Walk en 2007. Elle est réélue aux élections de 2012 , puis devient la suppléante du Lord Provost d'Edimbourg, le SNP et le parti travailliste écossais formant un arrangement pour diriger le Conseil.
Elle est élue députée d'Edinburgh North et de Leith en 2015 en battant le député du parti travailliste, Mark Lazarowicz. Brock est l'une des nombreux députés du SNP qui prêtent serment devant les parlements en gaélique et en anglais. Elle est réélue députée de la même circonscription en 2017 avec 19 243 voix (soit 34% des voix) et une majorité de 1 625 voix par rapport au candidat du parti travailliste, Gordon Munro, arrivé deuxième.
Brock est porte-parole du SNP pour l'environnement, l'alimentation et les affaires rurales. Elle est auparavant porte-parole pour les relations gouvernementales décentralisées, l'Irlande du Nord et le Travail équitable et l'emploi.
Elle est membre du conseil d'administration du conseil international des festivals d'Edimbourg, du centre pour l'image animée et de Creative Edinburgh.